# قبور المرينيين (فاس)
تقع قبور المرينيين فوق تلة في المدينة القديمة في فاس البالي، في مدينة فاس، المغرب.
القبور هي أنقاض القصر ومقبرة بني مرين القديمة. ذكر المؤرخون القدماء الذين أذهلتهم المقابر الرخام الرائعة والمرثيات من بهاؤه الملونة. تضررت القبور اليوم بالفعل جدا ورغم ذلك لازالت توفر مناظر رائعة للمدينة العتيقة.
قسم من الجدار الذي هو الذي لازال قائما هي من أقدم دفاعات المدينة العتيقة. بعض الجدران التي يعود تاريخها إلى القرن الثاني عشر، كما هو الحال برج كوكب، حيث كان يُستعمل في الماضي كحي لمرضى البرص.
تهيمن مقابر المرينيين على المقبرة التي تمتد إلى باب الكيسة، الباب الموحدية التي بُنيت في القرن الثالث عشر.

## الوصف
يُشار إلى موقع منطقة قبور المرينيين في الكتب الإرشادية والأدب السياحي اليوم كنقطة مراقبة تطل على مشاهد بانورامية لمدينة فاس القديمة، وخاصة في وقت غروب الشمس، وبالإضافة إلى تلك المناظر الخلابة، يعد الموقع أيضًا مكانًا مميزًا لسماع الأذان الذي يبث في وقت واحد من جميع مساجد المدينة القديمة. لا تزال سفوح التلال المحيطة بمنطقة قبور المرينيين، والتي يقع معظمها في الجانبين الشمالي والشرقي، تحتوي على مقبرة باب غيسة المترامية الأطراف التي سميت بهذا الاسم على اسم بوابة المدينة القريبة، باب غيسة، ومع ذلك فمن المحتمل أن تكون القبور الموجودة اليوم بتلك المنطقة حديثة العهد.
يضم موقع قبور المرينيين اليوم بقايا أثرية لضريحين بمداخل كبيرة مقوسة على شكل حدوة حصان ويرتكزان على قواعد مستطيلة الشكل، إلى جانب بقايا المباني الأخرى. وفقًا للصور التي يعود تاريخها إلى القرن التاسع عشر فقد كان الضريحان المستطيلان مغطيان بأسقف خشبية هرمية مكسوة بالبلاط الأخضر. ليس معروفًا على وجه التحديد من الذي دُفن في كلا الضريحين، ولكن نظرًا لأثرها، فمن المحتمل أنهما كانا مخصصين لأفراد من العائلة المالكة. لا يزال من الممكن رؤية بعض أجزاء من الزخارف الجصية المنحوتة والنقوش العربية على جدران الأضرحة، وهو كل ما تبقى من زخارفها الغنية. ذكر ليو الأفريقي أن المقابر كانت مزخرفة بشكل كبير وتحتوي على مرثيات رخامية فخمة وملونة، ويرجح أن الموقع كان محاطًا بجدار، مما أعطاه شكل الروضة، وهي حديقة جنائزية مغلقة أو مقبرة خاصة في التقليد الإسلامي.
ومن بين المباني الأخرى التي لا تزال قائمة على التل حتى اليوم ضريح مقبب أصغر حجما من الضريحين الآخرين يرتكز على قاعدة مربعة الشكل ويقع على أرض منخفضة خلف الضريحين الآخرين وإلى الشمال قليلاً منهما. يفتح كل جدار من جدران الضريح الأصغر الأربعة من خلال قوس على شكل حدوة حصان. كان ت الجدران مغطاة سابقا بقبة اثني عشرية ترتكز على أربع حنيات ركنية. لم تعد القبة نفسها موجودة اليوم، ولكنها موصوفة في الدراسة التي أجراها المؤرخ جورج مارسيه في عام 1954. ليس معروفًا أيضًا من الذي دُفن في هنا الضريح، أو ما إذا كانت المدافن تعود لأفراد من الأسرة الحاكمة أم لا. يقع الضريح داخل سياج مربع الشكل، وقد ألحق بسياج مستطيل آخر على جانبه الشرقي، ولا تزال بقايا الجدران المحيطة موجودة حتى اليوم. ربما كان السور الشرقي بمثابة الفناء الأمامي للضريح، ويبدو أن هذا التصميم شبيه بتصميم ضريح الروضة الموجود في قصر الحمراء بمدينة غرناطة، في إسبانيا، وكذلك الضريح المريني الموجود في مجمع سيدي أبو مدين (سيدي بومدين) في مدينة تلمسان بالجزائر، وكلاهما يعود تاريخ إنشائه إلى القرن الرابع عشر.

## التاريخ

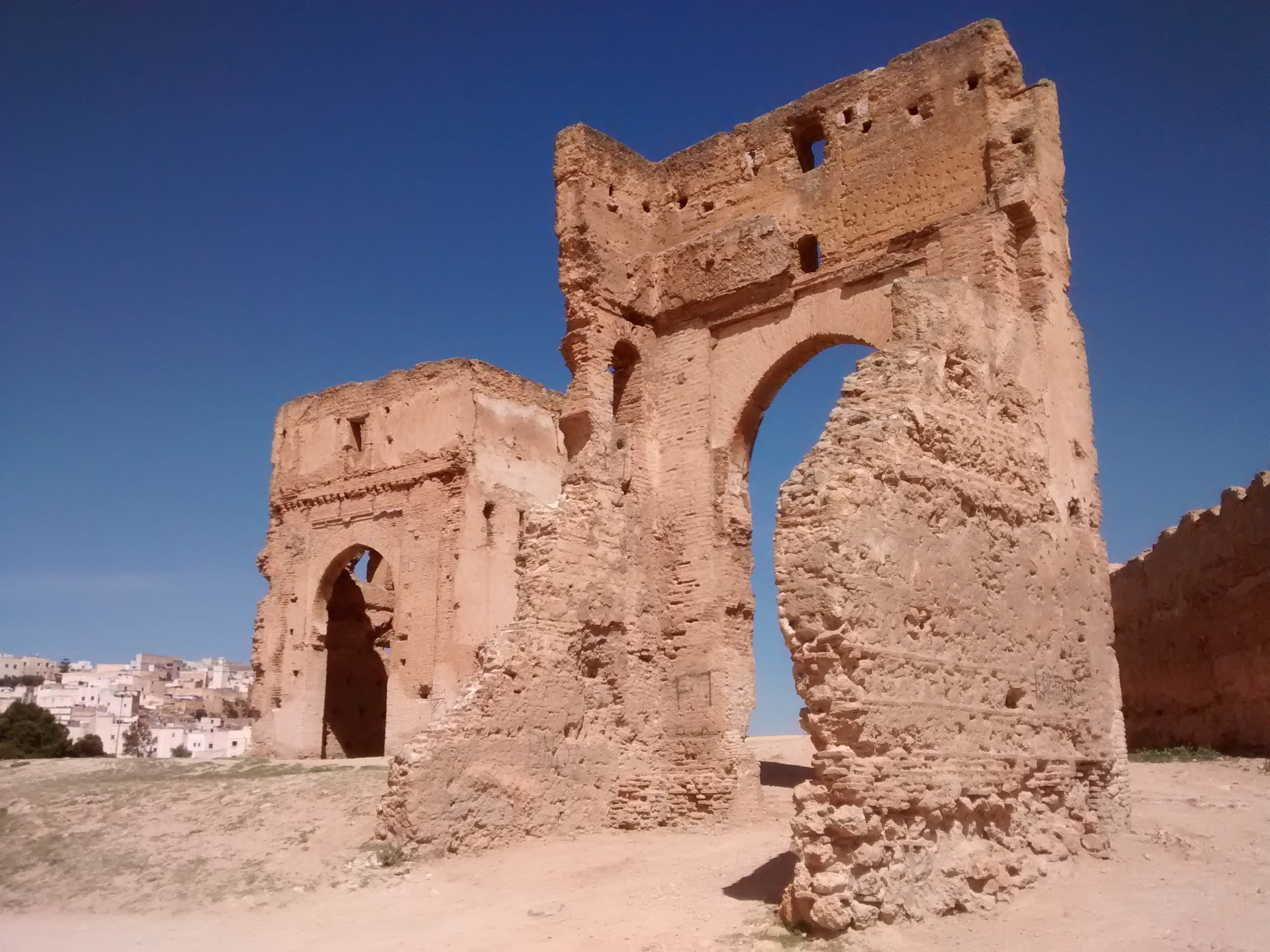
قبور المرينيين

كانت قبور المرينيين في الأصل مقبرة ملكية للسلالة المرينية التي حكمت المغرب خلال القرنين الثالث عشر الميلادي والخامس عشر الميلادي، فبعد أن احتل المرينيون فاس عام 1250 واتخذوا منها عاصمة لمملكتهم سعوا إلى تثبيت حكمهم من خلال إقامة القلاع الحصينة، فأقاموا على التل الواقع شمال فاس البالي القلعة التي عُرفت باسم قلعة القلة في المنطقة التي تُعرف في الوقت الحالي باسم تل المرينيين. اشتملت القلعة على مسجد ظلت بعض بقاياه مثل المحراب والحمام قائمة حتى العصر الحديث. نسبت بعض المصادر التاريخية بناء القلعة إلى عهد الخليفة الموحدي محمد الناصر الذي حكم في الفترة ما بين عامي 1199–1213)، وأعاد بناء أسوار مدينة فاس خلال تلك الفترة، على حين أرجعت مصادر أخرى تاريخ بناء قلعة القلة إلى ما بعد عام 1287، وهو نفس التاريخ الذي أنشأ فيه المرينيون حديقة المسورة شمال فاس الجديد. لم يكن من الممكن إعادة بناء تخطيط ومظهر القلعة، وعلى الرغم من ذلك فقد رأي المؤرخ الفرنسي ليو أفريكانوس أن تصميم القلعة كان مثيرًا للإعجاب.
تعود بداية تاريخ الدفن في منطقة قلعة القلة إلى عهد المرينيين المتأخرين الذين قاموا بترميمها وحولوها إلى مقبرة ملكية كان يطلق عليها اسم قباب بني مرين، ودفن فيها السلاطين والأمراء المرينيين الذين حكموا بعد أبي الحسن المريني خلال الفترة من عام 1361 وحتى عام 1398 ميلادي. كانت هناك بعض المقابر التي يعود تاريخها إلى وقت مبكر من القرنين الحادي عشر الميلادي والثاني عشر الميلادي موجودة بالفعل بالقرب من موقع القلعة، وعلى الرغم من ذلك فقد دُفن أبو محمد عبد الحق الأول مؤسس الدولة المرينية قرب الموقع الذي سقط فيه خلال معركته الأخيرة عام 1217 في منطقة تافيرتست الواقعة بالقرب من مدينة مكناس، واستمرت السلالة المرينية في دفن حكامها في المقبرة الملكية في منطقة شالة الواقعة خارج مدينة الرباط حتى منتصف القرن الرابع عشر الميلادي، ثم دُفن السلطان أبو عنان عند وفاته عام 1358 في الجامع الكبير بفاس الجديد ، ثُم دفن خلفاؤه من بعده بدءا من إبراهيم بن علي في الجبانة الواقعة على تلة القلة بجوار القلعة المرينية، فيما عدا واحد فقط دُفن في شالة، التي أصبحت مهجورة في ذلك الوقت. استمر دفن السلالة المرينية على هذا التل خلال الفترة ما بين عامي 1361 و1398 ثم في أواخر عهد الأسرة الحاكمة عام 1465 عندما دفن عبد الحق الثاني. تأتي قبور المرينيين في المرتبة الثانية بين أهم المقابر التي دفن فيها سلاطين بني مرين، بعد المقبرة التي أقيمت على أنقاض موقع شالة الأثري بمدينة الرباط. تعاني منطقة قبور المرينيين في الوقت الحالي من الإهمال على حين طالبت بعض الجهات وزارة الثقافة المغربية ووكالة التنمية للتدخل لإعادة ترميمها وحمايتها من التخريب.

## الحفريات والاكتشافات الأثرية

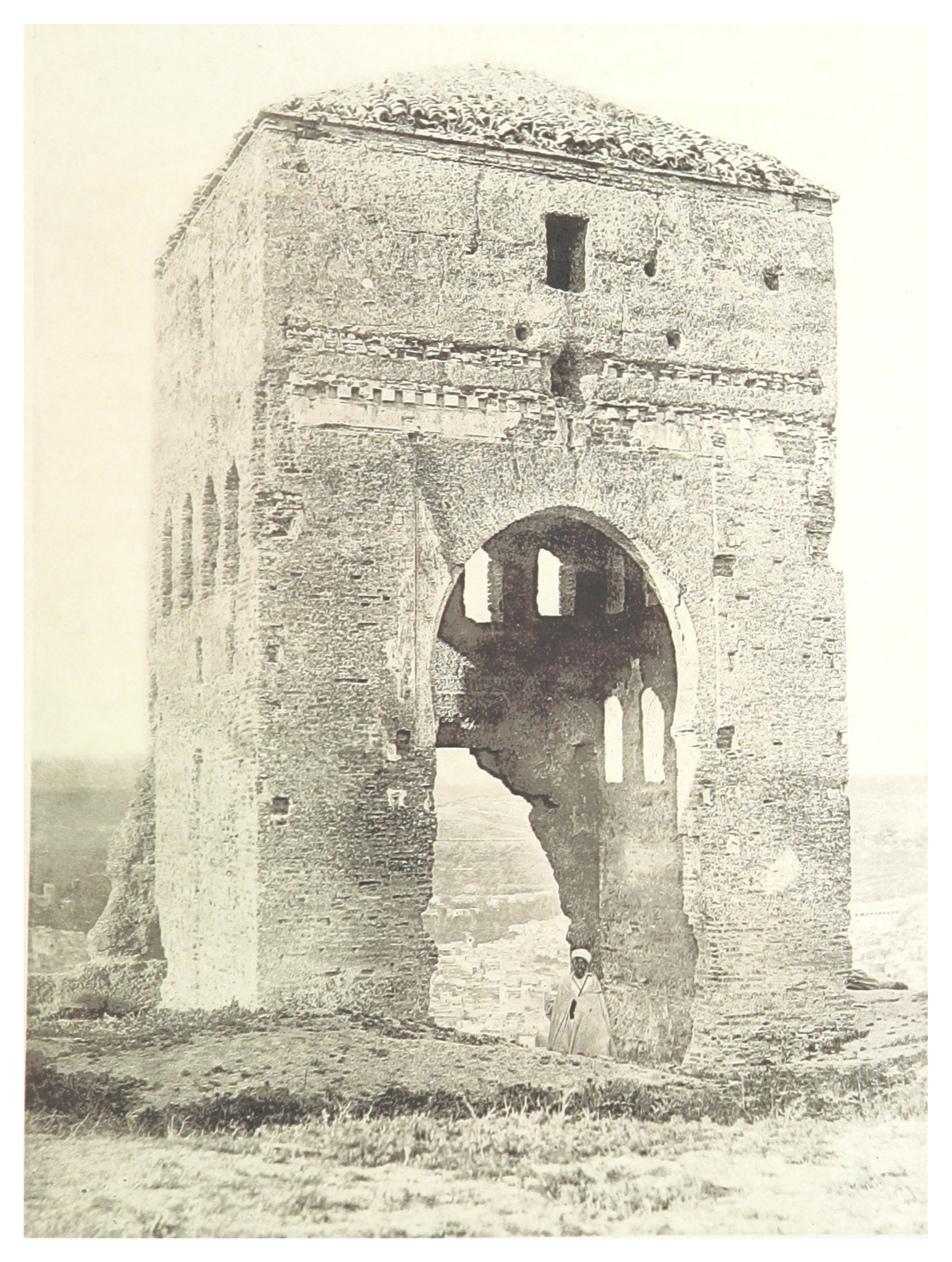
قبور المرينيين في عام 1881

لم تُجرى أي حفريات أثرية شاملة في موقع المقابر المرينية حتى الآن. في القرن العشرين، عُثر في موقع قريب من مقابر المرينيين على لوحتين مرينيتين تمثلا شاهدين قبرين تعود إحداهما لأميرة شابة تدعى زينب توفيت عام 1335 على حين تعود الأخرى لمسؤول كبير اسمه أبو علي الناصر توفي في مطلع القرن الرابع عشر الميلادي. لا تزال اللوحتين محفوظتين حتى الآن في متحف دار البطحاء بفاس.

## المدافن البارزة
ليس هناك حصر أو توثيق دقيق للقبور والمدافن الموجودة في منطقة قبور المرينيين، وعلى الرغم من ذلك فقد تم التعرف على مدفنين من خلال شواهد القبور الرخامية التي عُثر عليها في الموقع، والتي حفظت في متحف البطحاء على الرغم من أنها لم تكن لأحد سلاطين الدولة المرينية، كما عثر على ضريحين دفنت في أحدهما الأميرة المرينية زينت التي توفيت عام 1335، ودُفن في الآخرشخص يدعى أبو علي الناصر، وهو أحد كبار الموظفين المرينيين، توفي في بداية القرن الرابع عشر. ووفقًا للمصادر التاريخية، فإن 1335 الحكام المرينيين التاليين من المرجح أن يكونوا قد دفنوا في تلك المنطقة:
| الاسم                      | تاريخ الوفاة   | ملاحظات              |
| -------------------------- | -------------- | -------------------- |
| أبو سليم إبراهيم           | 28 سبتمبر 1361 |                      |
| أبو العباس أحمد الثاني     | 12 نوفمبر 1393 |                      |
| أبو فارس عبد العزيز الثاني | 11 نوفمبر 1396 |                      |
| أبو عامر عبد الله          | 20 مارس 1398   |                      |
| أبو محمد عبد الحق الثاني   | 1465           | آخر سلاطين المرينيين |